# Hirofumi Yamamoto
Hirofumi Yamamoto –en japonés, 山本 浩史, Yamamoto Hirofumi– (25 de marzo de 1990) es un deportista japonés que compitió en judo. Ganó dos medallas en el Campeonato Asiático de Judo en los años 2012 y 2013.

## Palmarés internacional
| Campeonato Asiático | Campeonato Asiático  | Campeonato Asiático | Campeonato Asiático |
| Año                 | Lugar                | Medalla             | Categoría           |
| ------------------- | -------------------- | ------------------- | ------------------- |
| 2012                | Taskent (Uzbekistán) | Medalla de plata    | –60 kg              |
| 2013                | Bangkok (Tailandia)  | Medalla de oro      | –60 kg              |